# Anita Garibaldi
Ana Maria de Jesus Ribeiro da Silva més coneguda com Anita Garibaldi (Laguna, Santa Catarina, Brasil, 30 d'agost de 1821- Ravenna, Itàlia, 4 d'agost de 1849) va ser una cèlebre lluitadora, coneguda per la seva participació a la Guerra dels Farrapos i al procés d'unificació italiana, juntament amb el seu marit Giuseppe Garibaldi, per aquest motiu és sobrenomenada l'«Heroïna dels Dos Mons».

## Primers anys
Anita va néixer l'any 1821, en el que avui és la regió sud de Brasil, en el llavors llogaret de Morrinhos, suburbi de la ciutat de Laguna. Els seus pares eren descendents d'immigrants portuguesos de les illes Açores, Maria Antônia de Jesús i Bento Ribeiro da Silva, els quals eren ramaders. Es van casar el 13 de juny de 1815 a la Catedral de Lages. Va ser la tercera de deu germans (sis nenes i quatre nens). Va ser batejada Ana i anomenada Aninha a la família, un diminutiu d'Ana en llengua portuguesa. Serà Garibaldi qui li donarà el diminutiu d'Anita, amb el qual és coneguda. Des de petita va destacar per la seva intel·ligència i el seu caràcter lliure.
Va morir el seu pare (de tifus) i tres dels seus germans en poc espai de temps. Durant aquest període, la família va ser visitada diverses vegades per Antônio da Silva Ribeiro, oncle patern d'Anita, quan passava per Laguna durant els seus viatges com a conductor. Antônio era republicà i es declarava a favor d'una revolució com a forma d'aconseguir el canvi. A causa de la seva predicació crítica amb la monarquia, va ser perseguit i la seva casa de Lages fou cremada pels soldats imperials, sota ordres del coronel Manuel dos Santos Loureiro, la qual cosa el va portar a refugiar-se amb la seva família de Laguna. Els seus ideals van ser transmesos a Anita, que els va anar adherint al llarg de la seva joventut.
El 30 d'agost de 1835, dia en que complia 14 anys, es va casar per insistència de la seva mare amb un sabater enriquit per la ramaderia de nom Manuel Duarte Aguiar, un home molt més gran que ella, a la Igreja Matriz Santo Antônio dos Anjos da Laguna. El matrimoni, descrit per l'Anita com una "farsa" en una carta enviada al seu oncle, va estar marcat per la manca d'interès per la relació d'ambdues parts, i no va produir fills. Després d'uns anys de matrimoni, l'any 1837 o 1838 Manuel Duarte de Aguiar, com a monàrquic, es va allistar a l'Exèrcit Imperial, abandonant la seva jove esposa.

## Batalles a Sud-amèrica
El 1835 va esclatar la Revolució Farroupilha a la província de Rio Grande do Sul. Giuseppe Garibaldi era llavors al Brasil, on s'hi havia refugiat després de ser condemnat a mort per Carles Albert I de Sardenya, i el mateix any es va unir a la causa dels Farrapos, partidaris de l'autoproclamada República Riograndense; rebent una patent de cors de Bento Gonçalves. Com a corsari va desafiar l'imperi brasiler amb el seu vaixell, el Mazzini. Va participar al costat del general Davi Canabarro en la captura del port de Laguna, capital de la província de Santa Catarina (el 25 de juliol de 1839), que va facilitar la creació de la República Catarinense o República Juliana. El 15 de novembre, l'exèrcit imperial va reconquerir la ciutat i els republicans van reaparèixer a l'interior, on es van dur a terme els combats amb diferents graus d'èxit.
A Laguna, a bord del vaixell Itaparica, pres a l'enemic i armat amb set canons, Garibaldi va observar les cases de la costa de Laguna. Després va observar, en un grup de dones joves que caminaven, una jove el rostre de la qual va captar la seva atenció i el seu cor. Va organitzar un vaixell, va anar a la riba i després al lloc on l'havia vist, però no la va trobar.
Havia perdut l'esperança de trobar-la quan un home de la zona el va convidar a casa seva a prendre un cafè. Garibaldi va acceptar i a la casa va trobar la jove que buscava. Així Garibaldi relata la trobada a les seves memòries:
| «                             | (portuguès) Entramos, e a primeira pessoa que se aproximou era aquela cujo aspecto me tinha feito desembarcar. Era Anita! A mãe de meus filhos! A companhia de minha vida, na boa e na má fortuna. A mulher cuja coragem desejei tantas vezes. Ficamos ambos estáticos e silenciosos, olhando-se reciprocamente, como duas pessoas que não se vissem pela primeira vez e que buscam na aproximação alguma coisa como uma reminiscência. A saudei finalmente e lhe disse: 'Tu deves ser minha!'. Eu falava pouco o português, e articulei as provocantes palavras em italiano. Contudo fui magnético na minha insolência. Havia atado um nó, decretado uma sentença que somente a morte poderia desfazer. Eu tinha encontrado um tesouro proibido, mas um tesouro de grande valor. | (català) Vam entrar, i la primera persona que s'hi va atansar va ser de qui l'aparença m'havia fet desembarcar. Era l'Anita! La mare dels meus fills! La companyia de la meva vida, amb bona i mala fortuna. La dona de la qual he desitjat tantes vegades el coratge. Tots dos estàvem estàtics i callats, mirant-nos, com dues persones que no s'han vist per primera vegada i que busquen en l'apropament alguna cosa com una reminiscència. Finalment la vaig saludar i li vaig dir: 'Seràs meva!' Parlava poc portuguès, i vaig articular les paraules provocadores en italià. No obstant això, jo vaig ser magnètic en la meva insolència. Havia fet un nus, decretat una sentència que només la mort podia desfer. Havia trobat un tresor prohibit, però un tresor de gran valor. | » |
| — Giuseppe Garibaldi, Memorie | | |   |

Entre els dos joves neix un idil·li, però l'Anita ja estava casada amb Durante de Aguiar. Va deixar Manuel per seguir Giuseppe, i es casarien el 1842, després de la mort del primer marit.
Anita va entusiasmar-se amb els ideals democràtics i liberals de Garibaldi i va demanar-li aprendre a lluitar amb l'espasa i a disparar, convertint-se en soldat. El 20 d'octubre de 1839, Anita va pujar al vaixell de Garibaldi per a una expedició militar. A Imbituba va rebre el bateig de foc, quan l'expedició corsària va ser atacada per la marina imperial del Brasil. Dies després, el 15 de novembre de 1839, Anita confirma el seu coratge interminable i el seu amor heroic per Garibaldi en la famosa batalla naval de Laguna, contra Frederico Mariath, en la qual s'exposa a un gran risc de mort, travessant una dotzena de vegades a bord d'un bot, per portar munició enmig d'una veritable carnisseria. Anita també va lluitar al costat de Garibaldi a Santa Vitória. Després va passar el Nadal de 1839 a Lages.

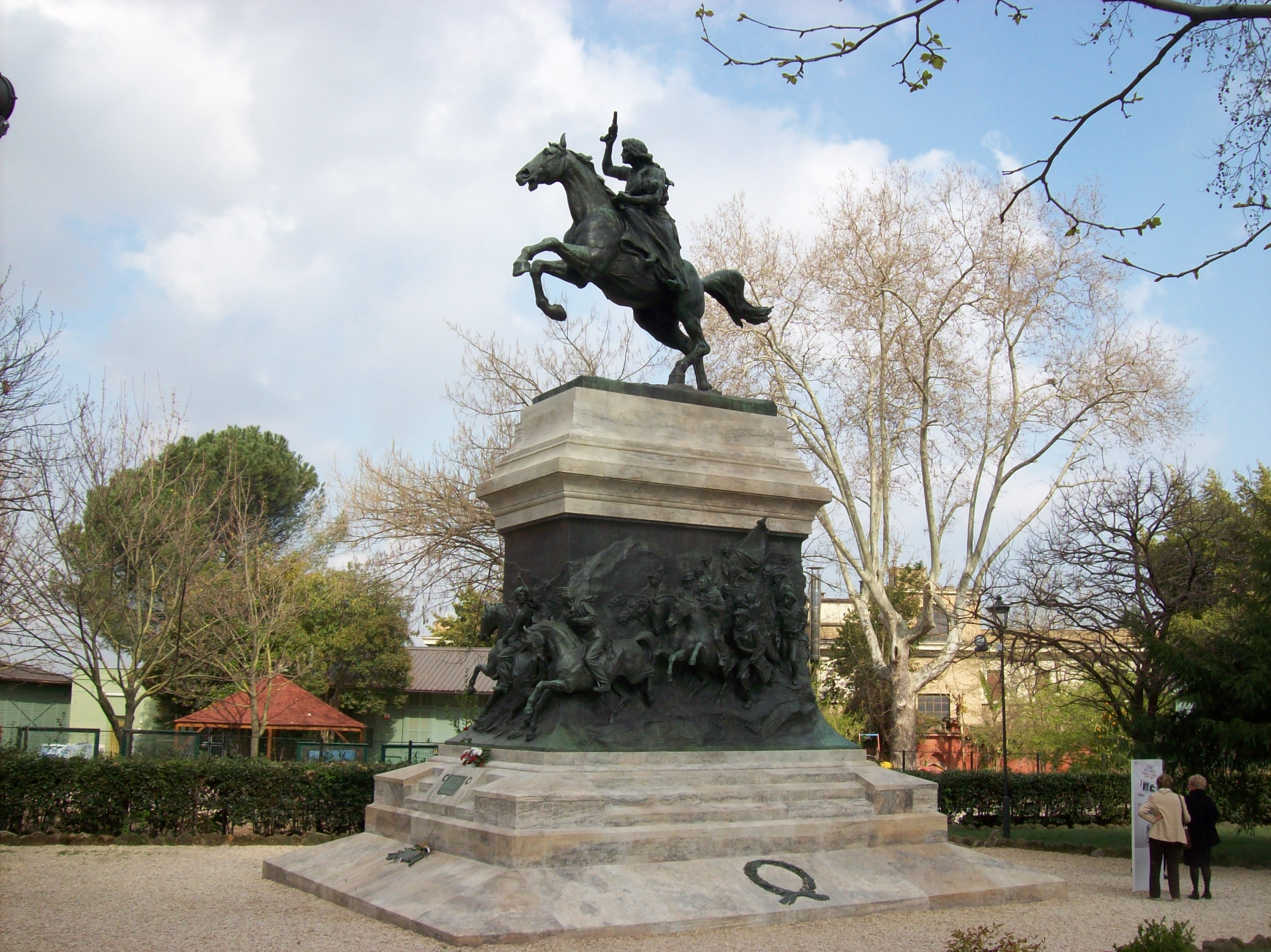
Monument en honor d'Anita al Janiculus, a Roma.

El 12 de gener de 1840, Anita va participar en la batalla de Curitibanos, en la qual va ser feta presonera. Durant la batalla, Anita proporcionava el subministrament de munició als soldats. En captivitat, els seus guardians van comunicar-li que Garibaldi havia mort. El comandant de l'exèrcit imperial, admirat pel seu tarannà indomable, es va deixar convèncer perquè la deixés buscar el cadàver del seu marit, suposadament mort al front. En un moment de distracció dels guàrdies, va agafar un cavall i va fugir. Després de fer nedar el cavall a través del Riu Canoas, va arribar a Rio Grande do Sul, i es va reunir amb Garibaldi a Vacaria, vuit dies després.
El 16 de setembre de 1840, va néixer el primer fill de la parella a l'Estat de Rio Grande do Sul, que va rebre el nom de Menotti Garibaldi, en honor al patriota italià Ciro Menotti. Dotze dies després, l'exèrcit imperial, comandat per Francisco Pedro d'Abreu, va envoltar la casa per detenir la parella, i Anita va fugir a cavall amb el nounat als braços i va arribar a un bosc als afores de la ciutat, on va estar amagada durant quatre dies, fins que Garibaldi la va trobar.

## A l'Uruguai
El 1841, quan la situació militar a la República Riugrandenca es va fer insostenible, Garibaldi va demanar i va obtenir del general Bento Gonçalves da Silva permís per abandonar l'exèrcit republicà. Anita, Giuseppe i Menotti es van traslladar a Montevideo, a l'Uruguai, van rebre un ramat de 900 caps de bestiar, dels quals, després de 600 km de marxa, 300 van arribar a Montevideo, el juny de 1841.
A l'Uruguai, el 1842, dos anys i mig després de la seva trobada, la parella va legalitzar la seva unió, a l'església de San Francisco de Assis, a Montevideo. El certificat de matrimoni era exigit per la constitució uruguaiana per als qui aspiraven a un càrrec públic. Garibaldi va ser nomenat comandant de la petita flota uruguaiana, que lluitava contra el poderós esquadró naval argentí, comandat per l'almirall William Brown.
A l'Uruguai van néixer els altres tres fills de la parella: Rosa (1843), Teresa (1845) i Ricciotti Garibaldi (1847). La Rosa va morir als dos anys per asfíxia, per una infecció de la gola, que va fer patir molt l'Anita i a Garibaldi.
El 1846, Garibaldi va intentar enviar l'Anita i els nens a Niça per estar amb la seva mare, però va rebre una opinió negativa del Ministeri d'Afers Exteriors del Rei Carlos Alberto, Solaro della Margarita, el juny de 1846. Més tard, amb els legionaris italians planejant tornar a casa, i gràcies a la recaptació de fons organitzada, entre d'altres per Stefano Antonini, Anita, amb els seus tres fills i altres familiars dels legionaris, finalment van marxar el gener de 1848, en un vaixell amb destinació a Niça, on van ser confiats durant un temps sota la cura de la família de Garibaldi.

## Viatge a Europa

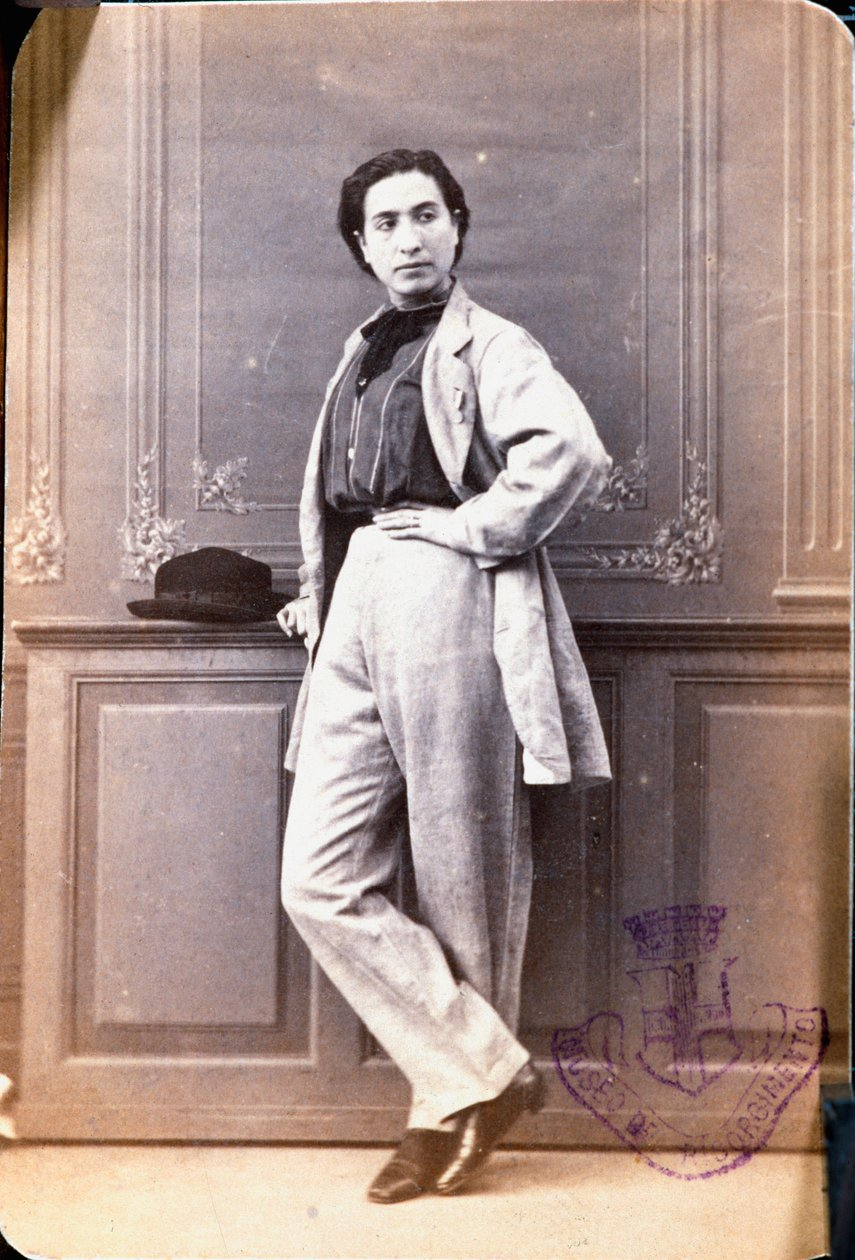
Fotografia d'Anita a Itàlia

La brasilera Anita va ser enviada com a ambaixadora a Itàlia pel seu marit, on va ser aclamada. Havia de preparar el terreny davant el retorn de Garibaldi, qui va arribar al costat de Juan Lamberti i mil camises roges per lluitar en la primera guerra d'independència italiana contra Àustria.
Durant aquesta guerra es va proclamar la República Romana, que va ser atacada per napolitans i francesos, i defensada per Garibaldi i Anita, embarassada del seu cinquè fill, juntament amb Aurelio Saffi i Carlo Armellini, com a comandants. La república va ser derrotada i Garibaldi va haver de fugir, buscant refugi a San Marino. Durant la retirada, Anita va emmalaltir i va morir de febre tifoide, prop de Ravenna, el 4 d'agost de 1849. Garibaldi va estar exiliat fins al 1854, quan va esclatar la segona guerra d'independència.
Anita va estar present al cor de Garibaldi tota la seva vida, no obstant es va casar dues vegades més. El seu sepulcre està al costat del de Giuseppe Garibaldi en el pujol romà del Janícul on tenen sengles estàtues eqüestres.

## Homenatges
Dos municipis de l'estat de Santa Catarina a Brasil l'homenatgen: Anita Garibaldi i Anitápolis.
L'abril de 2012 fou sancionada la Llei Federal núm. 12.615, que inscrivia el seu nom en el Llibre dels Herois i Heroïnes de la Pàtria.